# Liste der Kulturdenkmäler in Wehretal
Die folgende Liste enthält die in der Denkmaltopographie ausgewiesenen Kulturdenkmäler auf dem Gebiet  der Gemeinde Wehretal, Werra-Meißner-Kreis, Hessen.
Hinweis: Die Reihenfolge der Denkmäler in dieser Liste orientiert sich zunächst an Ortsteilen und anschließend der Anschrift, alternativ ist sie auch nach der Bezeichnung, der vom Landesamt für Denkmalpflege vergebenen Nummer oder der Bauzeit sortierbar.
Kulturdenkmäler werden fortlaufend im Denkmalverzeichnis des Landes Hessen durch das Landesamt für Denkmalpflege Hessen auf Basis des Hessischen Denkmalschutzgesetzes (HDSchG) geführt. Die Schutzwürdigkeit eines Kulturdenkmals hängt nicht von der Eintragung in das Denkmalverzeichnis des Landes Hessen oder der Veröffentlichung in der Denkmaltopographie ab.

Das Vorhandensein oder Fehlen eines Objekts in dieser Liste ist keine rechtsverbindliche Auskunft darüber, ob es Kulturdenkmal ist oder nicht: Diese Liste entspricht möglicherweise nicht dem aktuellen Stand der offiziellen Denkmaltopographie. Diese ist für Hessen in den entsprechenden Bänden der Denkmaltopographie Bundesrepublik Deutschland und im Internet unter DenkXweb – Kulturdenkmäler in Hessen einsehbar. Auch diese Quellen sind, obwohl sie durch das Landesamt für Denkmalpflege Hessen aktualisiert werden, nicht immer aktuell, da es im Denkmalbestand immer wieder Änderungen gibt.
Eine verbindliche Auskunft erteilt allein das Landesamt für Denkmalpflege Hessen.
Nutze diese Kartenansicht, um Koordinaten in der Liste zu setzen. In dieser Kartenansicht sind Kulturdenkmale ohne Koordinaten mit einem roten bzw. orangen Marker dargestellt und können in der Karte gesetzt werden. Kulturdenkmale ohne Bild sind mit einem blauen bzw. roten Marker gekennzeichnet, Kulturdenkmale mit Bild mit einem grünen bzw. orangen Marker.

## Kulturdenkmale nach Ortsteilen

### Hoheneiche
| Bild                    | Bezeichnung             | Lage                                                                       | Beschreibung | Bauzeit | Objekt-Nr. |
| ----------------------- | ----------------------- | -------------------------------------------------------------------------- | ------------ | ------- | ---------- |
| Bild gesucht BW         | Gesamtanlage Hoheneiche | Ortslage, Gesamtanlage Lage                                                |              |         | 39084 DDB  |
| Ehemaliges Schulgebäude | Ehemaliges Schulgebäude | Bachstraße 2 LageFlur: 4, Flurstück: 70/2                                  |              |         | 39086 DDB  |
| Bild gesucht BW         | Aue-Mühle               | Egerstraße 2, Mühlgraben, Egerstraße LageFlur: 4, Flurstück: 1, 118/3, 2/1 |              | Um 1800 | 39085 DDB  |
| Wohnhaus                | Wohnhaus                | Enge Gasse 2 LageFlur: 4, Flurstück: 93/4                                  |              | 1736    | 39088 DDB  |
| Streckhof               | Streckhof               | Enge Gasse 10 LageFlur: 4, Flurstück: 101/11                               |              |         | 39089 DDB  |
| Fachwerkwohnhaus        | Fachwerkwohnhaus        | Fuhrgraben 1 LageFlur: 4, Flurstück: 37/16                                 |              | Um 1800 | 39090 DDB  |
| weitere Bilder          | Evangelische Kirche     | Fuhrgraben 2 LageFlur: 4, Flurstück: 52/5                                  |              |         | 39092 DDB  |
| Wohnhaus                | Wohnhaus                | Fuhrgraben 3/5 LageFlur: 4, Flurstück: 37/14, 37/9                         |              |         | 39091 DDB  |
| Bild gesucht BW         | Wohnhaus                | Kniestraße 1 LageFlur: 4, Flurstück: 24/3                                  |              |         | 39093 DDB  |
| Bild gesucht BW         | Wohnhaus                | Kniestraße 3 LageFlur: 4, Flurstück: 25/3                                  |              |         | 39094 DDB  |
| Wohnhaus                | Wohnhaus                | Kniestraße 7 LageFlur: 4, Flurstück: 30/6                                  |              |         | 39095 DDB  |
| Wohnhaus                | Wohnhaus                | Kniestraße 9 LageFlur: 4, Flurstück: 33/5                                  |              | 1737    | 39096 DDB  |
| weitere Bilder          | Bahnhof                 | Leipziger Straße 6 LageFlur: 4, Flurstück: 72/20                           |              | 1876    | 39097 DDB  |
| Backhaus                | Backhaus                | Leipziger Straße 16 LageFlur: 6, Flurstück: 28/1                           |              |         | 39098 DDB  |
| Baumbach' sches Haus    | Baumbachscher Hof       | Leipziger Straße 28 LageFlur: 4, Flurstück: 9/4                            |              | 1633    | 39099 DDB  |
| Wohnhaus                | Wohnhaus                | Leipziger Straße 35 LageFlur: 4, Flurstück: 23/1                           |              | Um 1700 | 39100 DDB  |
| Sandsteinbrücke         | Sandsteinbrücke         | Leipziger Straße (K 50) LageFlur: 4, Flurstück: 182/10                     |              |         | 39101 DDB  |

### Langenhain
| Bild            | Bezeichnung             | Lage                                                          | Beschreibung                       | Bauzeit          | Objekt-Nr. |
| --------------- | ----------------------- | ------------------------------------------------------------- | ---------------------------------- | ---------------- | ---------- |
| Bild gesucht BW | Gesamtanlage Langenhain | Ortslage, Gesamtanlage Lage                                   |                                    |                  | 39103 DDB  |
| Bild gesucht BW | Evangelische Kirche     | An der Kirche LageFlur: 7, Flurstück: 17                      |                                    | 1837             | 39106 DDB  |
| Bild gesucht BW | Gut Lautenbach          | Domäne Lautenbach 2 LageFlur: 19, Flurstück: 14/3             | Sachgesamtheit Gut Lautenbach      | Um 1580 Wohnhaus | 39105 DDB  |
| Bild gesucht BW | Backhaus                | Forsthaus Hundsrück 1 LageFlur: 19, Flurstück: 1/3            | Backhaus des Forsthauses Hundsrück |                  | 39104 DDB  |
| Bild gesucht BW | Wohnhaus                | Hundsrückstraße 21 LageFlur: 7, Flurstück: 73/2               |                                    |                  | 39107 DDB  |
| Bild gesucht BW | Wohnhaus                | Hundsrückstraße 60/62 LageFlur: 7, Flurstück: 12/2, 8/8       |                                    | Um 1780          | 39108 DDB  |
| Bild gesucht BW | Hofanlage               | Hundsrückstraße 78 LageFlur: 6, Flurstück: 12/17              |                                    |                  | 39109 DDB  |
| Bild gesucht BW | Wohnhaus                | Hundsrückstraße 82 LageFlur: 6, Flurstück: 21/1               |                                    | 1831             | 39110 DDB  |
| Bild gesucht BW | Streckhof               | Mönchebornweg 2 LageFlur: 15, Flurstück: 22/1                 |                                    |                  | 39111 DDB  |
| Bild gesucht BW | Wohnhaus                | Poststraße 2/4 LageFlur: 8, Flurstück: 104, 106, 107          |                                    |                  | 39112 DDB  |
| Bild gesucht BW | Wohnhaus                | Poststraße 6 LageFlur: 8, Flurstück: 102/2                    |                                    |                  | 39113 DDB  |
| Bild gesucht BW | Wohnhaus                | Poststraße 10, Poststraße LageFlur: 8, Flurstück: 93/2, 93/3  |                                    | Um 1800          | 39114 DDB  |
| Bild gesucht BW | Sachgesamtheit Meierhof | Zum Meierhof 1/3 LageFlur: 6, Flurstück: 161/88, 164/88, 88/1 |                                    | 1856 Herrenhaus  | 39115 DDB  |

### Oetmannshausen
| Bild                | Bezeichnung            | Lage                                                          | Beschreibung | Bauzeit | Objekt-Nr. |
| ------------------- | ---------------------- | ------------------------------------------------------------- | --- | ------- | ---------- |
| Bild gesucht BW     | Wohnhaus               | Auf dem Rasen 6/8 LageFlur: 6, Flurstück: 73/2, 75/1          | |         | 39117 DDB  |
| Bild gesucht BW     | Hakenförmige Hofanlage | Borngasse 6 LageFlur: 6, Flurstück: 52                        | | Um 1830 | 39118 DDB  |
| Evangelische Kirche | Evangelische Kirche    | Streibeleinstraße 6 LageFlur: 6, Flurstück: 111/4             | Quersaal aus unverputzten rötlichen Sandsteinen mit zweigeschossiger Fensteranordnung nach den Plänen des kurhessischen Landbaumeisters Johann Friedrich Matthei. Walmdach mit Dachreiter in Fachwerk, der mit dunklem Schiefer verkleidet wurde. Eingangsportal mit vorspringendem Risalit auf der Südseite. Im Innern eine auf drei Seiten umlaufende Empore mit Sicht auf Altar und Kanzel. | 1838    | 39126 DDB  |
| Bild gesucht BW     | Hofanlage              | Dorfstraße 3, Dorfstraße LageFlur: 6, Flurstück: 17/3, 247/13 | |         | 39119 DDB  |
| Bild gesucht BW     | Wohnhaus               | Dorfstraße 5 LageFlur: 6, Flurstück: 171/33                   | | 1750    | 39120 DDB  |
| Bild gesucht BW     | Wohnhaus               | Dorfstraße 13 LageFlur: 6, Flurstück: 99/2                    | | 1711    | 39121 DDB  |
| Bild gesucht BW     | Wohnhaus               | Jägergasse 2 LageFlur: 6, Flurstück: 32/1                     | | 1825    | 39122 DDB  |
| Bild gesucht BW     | Gasthaus               | Kasseler Straße 21 LageFlur: 6, Flurstück: 2/2                | | 1820    | 39123 DDB  |
| Bild gesucht BW     | Ehemalige Schule       | Streibeleinstraße 2 LageFlur: 6, Flurstück: 94/2              | | Um 1870 | 39124 DDB  |
| Bild gesucht BW     | Wohnhaus               | Streibeleinstraße 3 LageFlur: 6, Flurstück: 82/2              | |         | 39125 DDB  |
| Bild gesucht BW     | Wohnhaus               | Vorwerksgasse 1 LageFlur: 6, Flurstück: 102/2                 | |         | 39127 DDB  |
| Bild gesucht BW     | Wohnhaus               | Vorwerksgasse 8 LageFlur: 6, Flurstück: 42/1                  | | 1806    | 39128 DDB  |

### Reichensachsen
| Bild               | Bezeichnung                              | Lage                                                                              | Beschreibung                                 | Bauzeit                                         | Objekt-Nr. |
| ------------------ | ---------------------------------------- | --------------------------------------------------------------------------------- | -------------------------------------------- | ----------------------------------------------- | ---------- |
| Bild gesucht BW    | Gesamtanlage Reichensachsen              | Ortslage, Gesamtanlage Lage                                                       |                                              |                                                 | 39130 DDB  |
| Jüdischer Friedhof | Jüdischer Friedhof                       | Auf dem Kleinen Backofen LageFlur: 14, Flurstück: 2                               |                                              |                                                 | 39134 DDB  |
| Bild gesucht BW    | Hofanlage                                | Bahnhofstraße 1 LageFlur: 2, Flurstück: 105/1                                     |                                              | 1868 Wohnhaus, 1798 Scheune                     | 39135 DDB  |
| Bild gesucht BW    | Obermühle                                | Bahnhofstraße 11, Mühlgraben LageFlur: 2, 23, Flurstück: 82/1, 6/4                |                                              |                                                 | 39136 DDB  |
| Bild gesucht BW    | Wegweiser                                | Beim Tannenbaum LageFlur: 10, Flurstück: 105/1                                    |                                              |                                                 | 39315 DDB  |
| Bild gesucht BW    | Eisenbahnviadukt                         | Eisenbahn, Vierbach, L 3243 LageFlur: 18, 26, Flurstück: 1442, 152/4, 168/5, 54/1 |                                              | Um 1878                                         | 39131 DDB  |
| Bild gesucht BW    | Sachgesamtheit des sogenannten Schlosses | Eschweger Hof 1-7 LageFlur: 3, Flurstück: 147/1, 148/1, 148/2, 149, 150           |                                              |                                                 | 39137 DDB  |
| Bild gesucht BW    | Bauerngarten                             | Hayngasse o. Nr. LageFlur: 1, Flurstück: 14                                       |                                              |                                                 | 39138 DDB  |
| Bild gesucht BW    | Friedhof                                 | Hayngasse, Meiereistraße LageFlur: 1, Flurstück: 13/4                             | schützenswerte Gruppe von Grabsteinen        |                                                 | 39139 DDB  |
| Bild gesucht BW    | ehem. Mazzebäckerei                      | Herrengasse 7 LageFlur: 2, Flurstück: 101                                         |                                              | 1927                                            | 39140 DDB  |
| Bild gesucht BW    | Wohnhaus                                 | Herrengasse 15 LageFlur: 2, Flurstück: 98                                         |                                              |                                                 | 39141 DDB  |
| Bild gesucht BW    | Hakenhof                                 | Hintergasse 4 LageFlur: 3, Flurstück: 164                                         |                                              |                                                 | 39142 DDB  |
| weitere Bilder     | Evangelische Kirche                      | Kirchplatz 1 LageFlur: 3, Flurstück: 156                                          |                                              |                                                 | 39185 DDB  |
| Bild gesucht BW    | Hakenhof                                 | Landstraße 19 LageFlur: 2, Flurstück: 25                                          |                                              |                                                 | 39143 DDB  |
| Bild gesucht BW    | Wohnhaus                                 | Landstraße 27 LageFlur: 2, Flurstück: 148                                         |                                              |                                                 | 39144 DDB  |
| Bild gesucht BW    | Wohnhaus                                 | Landstraße 29 LageFlur: 2, Flurstück: 147                                         |                                              | 1604                                            | 39145 DDB  |
| Bild gesucht BW    | Wohnhaus                                 | Landstraße 31 LageFlur: 2, Flurstück: 146                                         |                                              | 1615                                            | 39146 DDB  |
| Bild gesucht BW    | Wohnhaus                                 | Landstraße 33 LageFlur: 2, Flurstück: 145                                         |                                              |                                                 | 39147 DDB  |
| Bild gesucht BW    | Wohnhaus                                 | Landstraße 36 LageFlur: 2, Flurstück: 155                                         |                                              | Um 1780                                         | 39148 DDB  |
| Bild gesucht BW    | Wohnhaus                                 | Landstraße 38 LageFlur: 2, Flurstück: 147/1                                       |                                              |                                                 | 39189 DDB  |
| Bild gesucht BW    | Wohnhaus                                 | Landstraße 39 LageFlur: 2, Flurstück: 134/1                                       |                                              | 1669                                            | 39150 DDB  |
| Bild gesucht BW    | Wohnhaus                                 | Landstraße 44 LageFlur: 1, Flurstück: 2/1                                         |                                              | Inschrift JOHANNES OTTO ANNO 1668 DEN 28 JULIUS | 39151 DDB  |
| Bild gesucht BW    | Dreiseitige Hofanlage                    | Landstraße 46/44 LageFlur: 1, Flurstück: 2/1, 3/1                                 |                                              | Um 1700 Wohnhaus                                | 39152 DDB  |
| Bild gesucht BW    | Wohnhaus                                 | Landstraße 66 LageFlur: 1, Flurstück: 20/2                                        |                                              | Um 1700                                         | 39153 DDB  |
| Bild gesucht BW    | Wohnhaus                                 | Landstraße 69 LageFlur: 3, Flurstück: 130                                         |                                              |                                                 | 39154 DDB  |
| Bild gesucht BW    | Wohnhaus                                 | Landstraße 72 LageFlur: 1, Flurstück: 22                                          |                                              | 1904                                            | 39155 DDB  |
| Bild gesucht BW    | Wohnhaus                                 | Landstraße 78 LageFlur: 1, Flurstück: 42/1                                        |                                              | Um 1700                                         | 39156 DDB  |
| Bild gesucht BW    | Wohn- und Geschäftshaus                  | Landstraße 81 LageFlur: 3, Flurstück: 118/1                                       |                                              | Um 1700                                         | 39157 DDB  |
| Bild gesucht BW    | Wohnhaus                                 | Landstraße 83 LageFlur: 3, Flurstück: 117/1                                       |                                              |                                                 | 39158 DDB  |
| Bild gesucht BW    | Wohnhaus                                 | Landstraße 86 LageFlur: 1, Flurstück: 46                                          |                                              |                                                 | 39159 DDB  |
| Bild gesucht BW    | Hofanlage                                | Landstraße 89 LageFlur: 3, Flurstück: 108/1                                       |                                              |                                                 | 39160 DDB  |
| Bild gesucht BW    | Gutshof                                  | Langenhainer Straße 5 LageFlur: 1, Flurstück: 5/5                                 | Ehemaliger Gutshof der Familie von Boyneburg |                                                 | 39161 DDB  |
| Bild gesucht BW    | Massivbau                                | Meiereistraße 7 LageFlur: 1, Flurstück: 37                                        |                                              | 1907                                            | 39162 DDB  |
| Bild gesucht BW    | Backsteinwohnhaus                        | Meiereistraße 8 LageFlur: 1, Flurstück: 30                                        |                                              | 1908                                            | 39163 DDB  |
| Bild gesucht BW    | Wohnhaus                                 | Meistergasse 1 LageFlur: 3, Flurstück: 2                                          |                                              | 1681                                            | 39164 DDB  |
| Bild gesucht BW    | Gehöft                                   | Obere Mühlgasse 1 LageFlur: 2, Flurstück: 78                                      |                                              |                                                 | 39165 DDB  |
| Bild gesucht BW    | Wohnhaus                                 | Obere Mühlgasse 3 LageFlur: 2, Flurstück: 80/2                                    |                                              | 1671                                            | 39166 DDB  |
| Bild gesucht BW    | Riedmühle                                | Riedmühle 1 LageFlur: 18, Flurstück: 86                                           | Sachgesamtheit der Riedmühle                 |                                                 | 39167 DDB  |
| Bild gesucht BW    | Brunnen                                  | Sämß LageFlur: 25, Flurstück: 58                                                  | Inschrift: Sämsborn                          |                                                 | 39316 DDB  |
| Bild gesucht BW    | Hofanlage                                | Sandgasse 2 LageFlur: 2, Flurstück: 137/1                                         |                                              | Um 1600 Wohnhaus, Scheune jünger                | 39168 DDB  |
| Bild gesucht BW    | Wohnhaus                                 | Sandgasse 9 LageFlur: 2, Flurstück: 15                                            |                                              |                                                 | 39169 DDB  |
| Bild gesucht BW    | Fachwerkwohnhaus                         | Steinweg 34 LageFlur: 2, Flurstück: 115                                           |                                              | Um 1750                                         | 39170 DDB  |
| Bild gesucht BW    | Wohnhaus                                 | Steinweg 58 LageFlur: 3, Flurstück: 139/1                                         |                                              |                                                 | 39172 DDB  |
| Bild gesucht BW    | Tagelöhnerhaus                           | Steinweg 61 LageFlur: 3, Flurstück: 155                                           |                                              | 1547 (inschriftlich im Holz)                    | 39173 DDB  |
| Bild gesucht BW    | Wohnhaus                                 | Steinweg 65 LageFlur: 3, Flurstück: 166                                           |                                              | Um 1700                                         | 39174 DDB  |
| Bild gesucht BW    | Wohnhaus                                 | Steinweg 72 LageFlur: 3, Flurstück: 128/1                                         |                                              |                                                 | 39175 DDB  |
| Bild gesucht BW    | Dreiseitige Hofanlage                    | Steinweg 73/75 LageFlur: 3, Flurstück: 170/1, 170/2                               |                                              |                                                 | 39177 DDB  |
| Bild gesucht BW    | Wohnhaus                                 | Steinweg 74 LageFlur: 3, Flurstück: 125/1                                         |                                              |                                                 | 39176 DDB  |
| Bild gesucht BW    | Hofanlage in Zeilenbebauung              | Steinweg 77 LageFlur: 3, Flurstück: 171                                           |                                              | Um 1580 Wohnhaus                                | 39178 DDB  |
| Bild gesucht BW    | Fachwerkwohnhaus                         | Steinweg 79 LageFlur: 3, Flurstück: 171                                           |                                              |                                                 | 39179 DDB  |
| Bild gesucht BW    | Wohnhaus                                 | Steinweg 80 LageFlur: 3, Flurstück: 119                                           |                                              |                                                 | 39180 DDB  |
| Bild gesucht BW    | Wohnhaus                                 | Steinweg 82 LageFlur: 3, Flurstück: 116                                           |                                              |                                                 | 39181 DDB  |
| Bild gesucht BW    | Wohnhaus                                 | Steinweg 83 LageFlur: 3, Flurstück: 175                                           |                                              |                                                 | 39182 DDB  |
| Bild gesucht BW    | Wohnhaus                                 | Steinweg 84 LageFlur: 3, Flurstück: 115                                           |                                              |                                                 | 39183 DDB  |
| Bild gesucht BW    | Untermühle                               | Untere Mühlgasse 3, Mühlgraben LageFlur: 3, 23, Flurstück: 7, 6/1                 |                                              | 1843                                            | 39186 DDB  |
| Bild gesucht BW    | Grablege                                 | Unterm Rohen Berge LageFlur: 19, Flurstück: 69                                    | Sachgesamtheit Grablege Familie von Eschwege |                                                 | 39133 DDB  |
| Bild gesucht BW    | Landstraßenbrücke                        | Vierbach LageFlur: 18, Flurstück: 144/2                                           |                                              | 1877                                            | 39132 DDB  |

### Vierbach
| Bild                          | Bezeichnung                      | Lage                                         | Beschreibung | Bauzeit         | Objekt-Nr. |
| ----------------------------- | -------------------------------- | -------------------------------------------- | --- | --------------- | ---------- |
| Vierbach im Tal des Vierbachs | Gesamtanlage Vierbach            | Ortslage, Gesamtanlage Lage                  | |                 | 39188 DDB  |
| Gesamtanlage Bernsdorf        | Gesamtanlage Bernsdorf           | Hauptstraße 48–56, Hauptstraße 45–57 Lage    | Teil der Gesamtanlage Vierbach. Die Gesamtanlage Bernsdorfs umschließt den Anger mit der als Naturdenkmal geschützten Angerlinde und der ehemaligen Pfarrkirche des Ortes. Zu dem aus geschichtlichen Gründen unter Denkmalschutz stehenden früheren Ortskern gehören auch die Hofanlagen Hauptstraße 48 bis 56 und 45 bis 57. |                 |            |
| Bild gesucht BW               | Gesamtanlage Wipperode           | Hauptstraße 10–22, Hauptstraße 11–19 Lage    | Teil der Gesamtanlage Vierbach |                 |            |
| Bild gesucht BW               | Wohnhaus                         | Hauptstraße 10 LageFlur: 12, Flurstück: 69/4 | |                 | 39189 DDB  |
| Bild gesucht BW               | Wohnhaus                         | Hauptstraße 11 LageFlur: 12, Flurstück: 85/1 | |                 | 39190 DDB  |
| Bild gesucht BW               | Wohnhaus                         | Hauptstraße 33 LageFlur: 20, Flurstück: 2/6  | | 1772            |            |
| Bild gesucht BW               | Wohnhaus                         | Hauptstraße 34 LageFlur: 11, Flurstück: 35/5 | |                 | 39192 DDB  |
| Bild gesucht BW               | Hofanlage                        | Hauptstraße 54 LageFlur: 1, Flurstück: 15/2  | | 1805 (Wohnhaus) | 39194 DDB  |
| Bild gesucht BW               | Wohnhaus                         | Hauptstraße 55 LageFlur: 1, Flurstück: 70/2  | | 1863            | 39195 DDB  |
| Bild gesucht BW               | Streckhof                        | Hauptstraße 56 LageFlur: 1, Flurstück: 14/1  | | 1830            | 39196 DDB  |
| weitere Bilder                | Evangelische Kirche              | Kirchplatz LageFlur: 12, Flurstück: 5/1      | |                 | 39200 DDB  |
| Bild gesucht BW               | Wohnhaus, ehemalige Mühlenanlage | Mühlenweg 1 LageFlur: 1, Flurstück: 5/1      | |                 | 39197 DDB  |
| Bild gesucht BW               | Dreiseitige Hofanlage            | Mühlenweg 7 LageFlur: 1, Flurstück: 30/1     | |                 | 39198 DDB  |
| Bild gesucht BW               | Wohnhaus                         | Untergasse 3 LageFlur: 12, Flurstück: 43/1   | |                 | 39199 DDB  |